# Визель, Галина Михайловна
Галина Михайловна Визель (род. 14 мая 1941, Тюмень) — советская и российская художница декоративно-прикладного искусства, монументалистка, живописец. Народный художник Российской Федерации (2005), Академик Российской академии художеств (2019).

## Биография
Галина Визель родилась 14 мая 1941 года в Тюмени. С 1965 по 1969 год проходила обучение в Ташкентском художественном училище им. П. П. Бенькова на живописно-педагогическом отделении у В. И. Правдюка. С 1969 по 1974 год училась в Ташкентском театрально-художественном институте им. А. Н. Островского на отделении керамики у Н. Х. Аучиевой.
Вернулась в Тюмень вместе с мужем, художником Александром Визелем. 
В 1978 году стала членом Союза художников СССР. Некоторое время была председателем правления Тюменской организации Союза художников РСФСР и главной художницей Тюмени. В начале 2000-х годов переехала в Ханты-Мансийск. С 2002 года преподавала в Ханты-Мансийском колледже-интернате искусств. В 2007—2015 годах — профессор Ханты-Мансийского института дизайна и прикладных искусств.
Галина Визель хорошо известна как скульптор-керамист, однако также является автором живописных и графических работ. Она организовала более 15 персональных выставок. Её работы хранятся в Государственном музее изобразительных искусств Узбекистана, во Всероссийском музее декоративно-прикладного и народного искусства, художественных музеях Тюмени, Кургана, Мегиона, Тобольска, Нового Уренгоя, Ханты-Мансийска.

## Награды и звания
- Академик Российской академии художеств (2019)[3]
- Народный художник Российской Федерации (2005)[3]
- Заслуженный художник Российской Федерации (12 сентября 1994) — за заслуги в области декоративно-прикладного искусства[3]
- Серебряная медаль Российской Академии художеств (2002)[2]
- Золотая медаль Российской академии художеств (2013)[2]
- Золотая медаль ВТОО «Союз художников России» (2011)[2]
- Медаль «Шувалов» Российской Академии художеств (2011)[2]
- Медаль «Ветеран труда» (1989)[2]
- Медаль «В память 850-летия Москвы» (1997)[2]
- Медаль ордена «За заслуги перед Отечеством» II степени (2012)[2]
- Профессор (2009)[3]